# Simon Schneeweiß
Simon Schneeweiß (* in Znaim; † 25. Oktober 1545 in Crailsheim) war ein evangelischer Theologe und Reformator.

## Leben
Wie und wann Schneeweiß nach Franken gekommen war, weiß man nicht. Auch über seinen Bildungsweg ist nichts bekannt. Er wurde 1529 erwähnt, als er Hofprediger des Markgrafen Georg von Brandenburg-Ansbach wurde. Das war sicher nicht sein erstes Amt. Fünf Jahre darauf wurde er Pfarrer und Dekan von Crailsheim.
In dieser Zeit arbeitete er gemeinsam mit Andreas Althamer und Johann Rurer bei der Ausarbeitung von Gutachten. 1537 schickte ihn die Stadt Crailsheim als Abgesandten nach Schmalkalden, wo er im Namen seiner evangelisch-lutherische Kirche die Schmalkaldische Artikel unterschrieb. Auch zum Hagenauer Religionsgespräch wurde er geschickt und kehrte jedoch nach vier Wochen zurück, da in Hagenau nichts geschah. Auf dem Religionsgespräch in Regensburg 1541 erschien er wieder, vermutlich im selben Auftrag, trat aber in keiner Weise hervor.